# Campeonato de Wimbledon 1922
La edición 42.º del Campeonato de Wimbledon se celebró  entre el 26 de junio y el 10 de julio de 1922 en las pistas del All England Lawn Tennis and Croquet Club de Wimbledon, Londres, Inglaterra.
El cuadro individual masculino lo iniciaron 128 jugadores mientras que el femenino  lo iniciaron 64 tenistas.

## Hechos destacados
En la competición individual masculina se impuso el australiano Gerald Patterson logrando el segundo título que obtendría en el torneo al imponerse en la final al australiano Randolph Lycett.
En la competición individual femenina la victoria fue para la francesa Suzanne Lenglen logrando el cuarto título que obtendría en Wimbledon al imponerse a la americana Molla Bjurstedt Mallory.

## Palmarés
| Seniors              | Vencedor                        | Resultado                | Finalista                              | Finalista |
| -------------------- | ------------------------------- | ------------------------ | -------------------------------------- | --------- |
| Individual masculino | Gerald Patterson                | 6–3, 6–4, 6–2            | Randolph Lycett                        |           |
| Individual femenino  | Suzanne Lenglen                 | 6–2, 6–0                 | Molla Bjurstedt Mallory                |           |
| Dobles masculino     | James Anderson Randolph Lycett  | 3–6, 7–9, 6–4, 6–3, 11–9 | Gerald Patterson Pat O'Hara-Wood       |           |
| Dobles femenino      | Suzanne Lenglen Elizabeth Ryan  | 6–0, 6–4                 | Margaret McKane Stocks Kathleen McKane |           |
| Dobles mixto         | Suzanne Lenglen Pat O'Hara-Wood | 6–4, 6–3                 | Elizabeth Ryan Randolph Lycett         |           |

## Cuadros Finales

### Torneo individual  femenino
| Predecesor: 1921                           | Campeonato de Wimbledon 1922 | Sucesor: 1923                                       |
| Predecesor: Campeonato de Australasia 1922 | Grand Slam 1922              | Sucesor: Campeonato nacional de Estados Unidos 1922 |

- Datos: Q1639966